# Andrej Hoteev
Andrej Hoteev (ryska: Андрей Хотеев), född 2 december 1946 i Sankt Petersburg, död 28 november 2021, var en rysk pianist. 
Andrej Hoteev började spela piano vid 5 års ålder. Hoteev studerade vid Musikkonservatoriet i Sankt Petersburg för Nathan Perelman och senare vid Moskvakonservatoriet för Lev Naumov. Efter hans internationella debut (tack vare ingripande från Valerij Gergijev) i Amsterdam, London och Hamburg1991, beskrevs han av Die Welt som "en exceptionellt  artist, en pianist med bländande virtuositet och formidabel kraft."

## Diskografi

### CD-skivor
- Tchaikovsky: Piano Concert No. 3/Dumka 1993, Accord
- Tchaikovsky: The four piano concertos, Hungarian Gypsy Melodies, Allegro c-moll in original version. 3 CD:s, 1998, KOCH-Schwann
- Russian songs: Rachmaninoff: 10 songs; Musorgsky: Songs and Dances of Death; Scriabin: Piano Sonata No. 9 Black Mass; with Anja Silja, soprano. Recording: Berlin, Jesus Christus Kirche, 2009, Sony/RCA Red Seal Records
- Tchaikovsky/Rachmaninoff: Sleeping Beauty/Dornröschen. Great Ballet-Suite for piano for four hands. Andrej Hoteev and Olga Hoteeva, piano. 2012, NCA
- “Pure Musorgsky”: Pictures at an Exhibition & Songs and Dances of Death - played from the original manuscripts; Andrej Hoteev(piano) and Elena Pankratova(soprano). Berlin classics / Edel 2014[2]

### DVD:er
- Musorgsky: Pictures at an Exhibition, 2001
- Prokofjev: Piano Sonata No. 6. (Op. 82), 2003